# Danh sách quốc gia theo sản lượng dầu thô

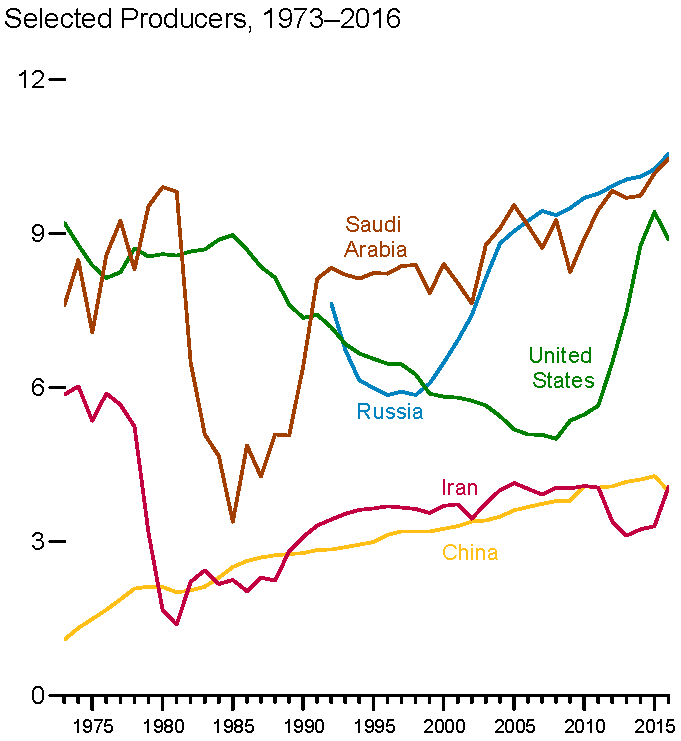
[việt nam ] top các nước có sản lượng dầu hàng đầu thế giới 1960-2006

Danh sách các quốc gia theo sản lượng dầu thô là bảng thống kê về 115 quốc gia trên thế giới có trữ lượng và ngành khai thác dầu theo sản lượng dầu thô khai thác được trong ngày, tính theo đơn vị thùng. Theo Cơ quan Năng lượng Quốc tế (IEA), trong năm 2011, 10 quốc gia có sản xuất dầu mỏ nhiều nhất chiếm hơn 63% sản lượng dầu của thế giới. Tính đến tháng 11/2012, Nga sản xuất 10,9 triệu thùng dầu thô mỗi ngày, trong khi Ả Rập Xê Út sản xuất 9,9 triệu thùng.
Trong top 10 nước khai thác dầu mỏ nhiều nhất của IEA công bố chiếm trên 64% sản lượng dầu thế giới trong năm 2012, gồm có: Nga 544 triệu thùng (13%), Ả Rập Xê Út 520 triệu thùng (13%), Hoa Kỳ 387 triệu thùng (9%), Trung Quốc 206 triệu thùng (5%), Iran 186 triệu thùng (4%), Canada 182 triệu thùng (4%), Các tiểu vương quốc Ả Rập thống nhất 163 triệu thùng (4%), Venezuela 162 triệu thùng (4%), Kuwait 152 triệu thùng (4%) và Iraq 148 triệu thùng (4%). Năm 2012 tổng sản lượng dầu của thế giới là 4.142 triệu thùng. Trong năm 2011, sản lượng dầu thế giới là 4.011 triệu thùng, điều này thể hiện xu hướng tăng sản lượng theo năm. Thống kê được trích từ dữ liệu của The World Factbook.

## Các quốc gia theo sản lượng dầu thô

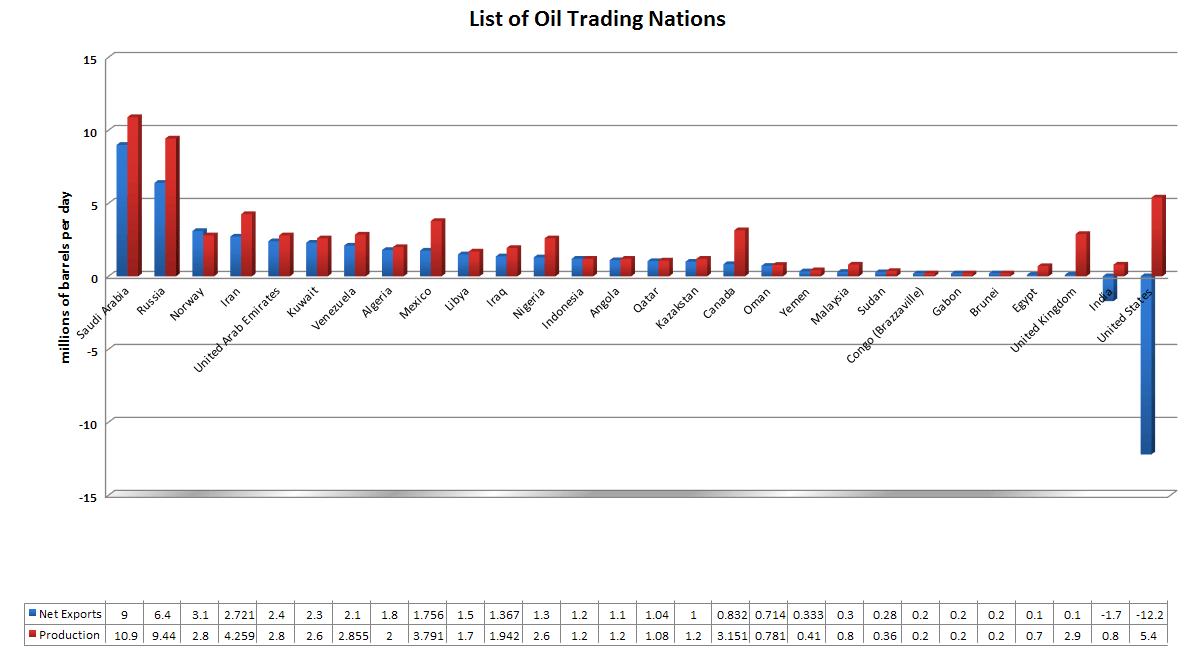
Biểu đồ các quốc gia sản xuất dầu theo thứ tự xuất khẩu ròng, tính đến năm 2006 (giá trị của Na Uy là sai, nhấp để phóng to).

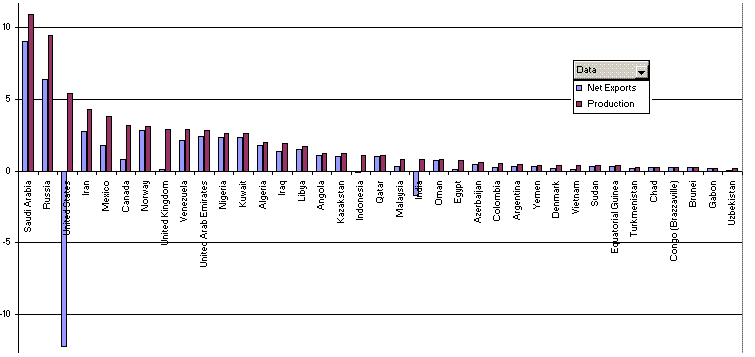
Biểu đồ các quốc gia sản xuất dầu được đặt hàng theo tổng sản lượng (bấm vào để phóng to).

Biểu đồ sản xuất dầu thô / chất lỏng nhà máy khí tự nhiên (NGPL) trong lịch sử (bấm vào để phóng to).

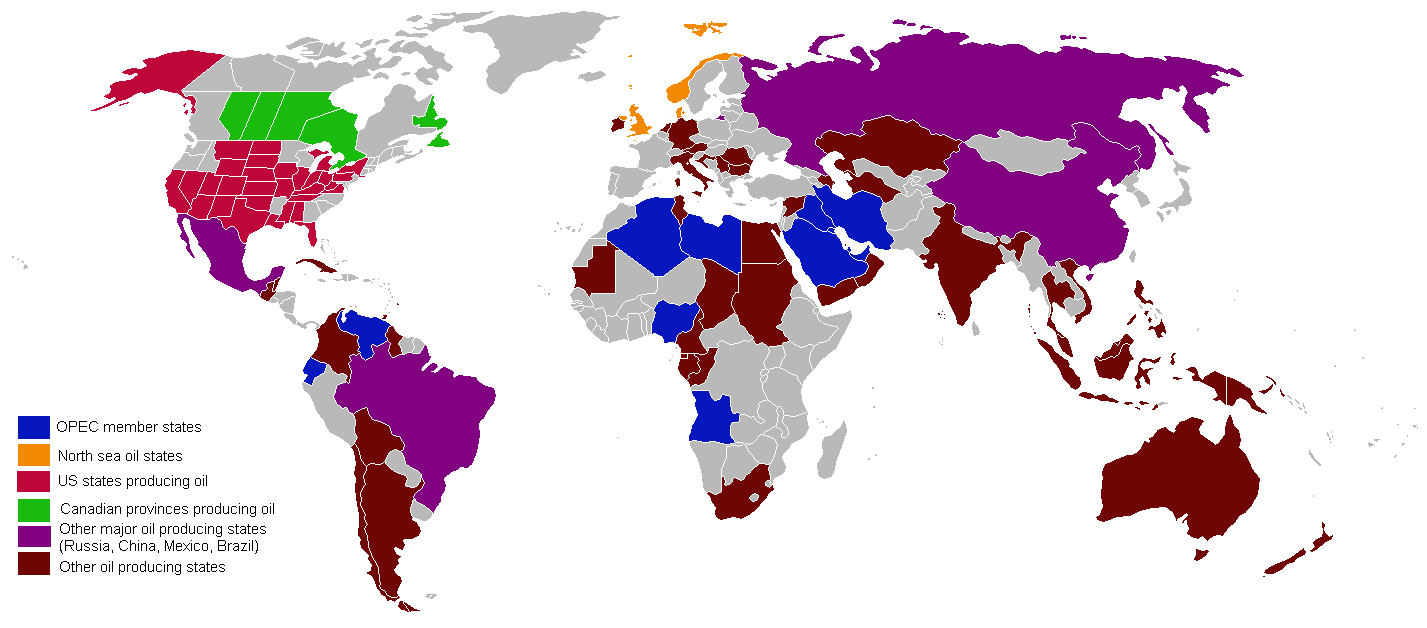
Các nước sản xuất dầu.

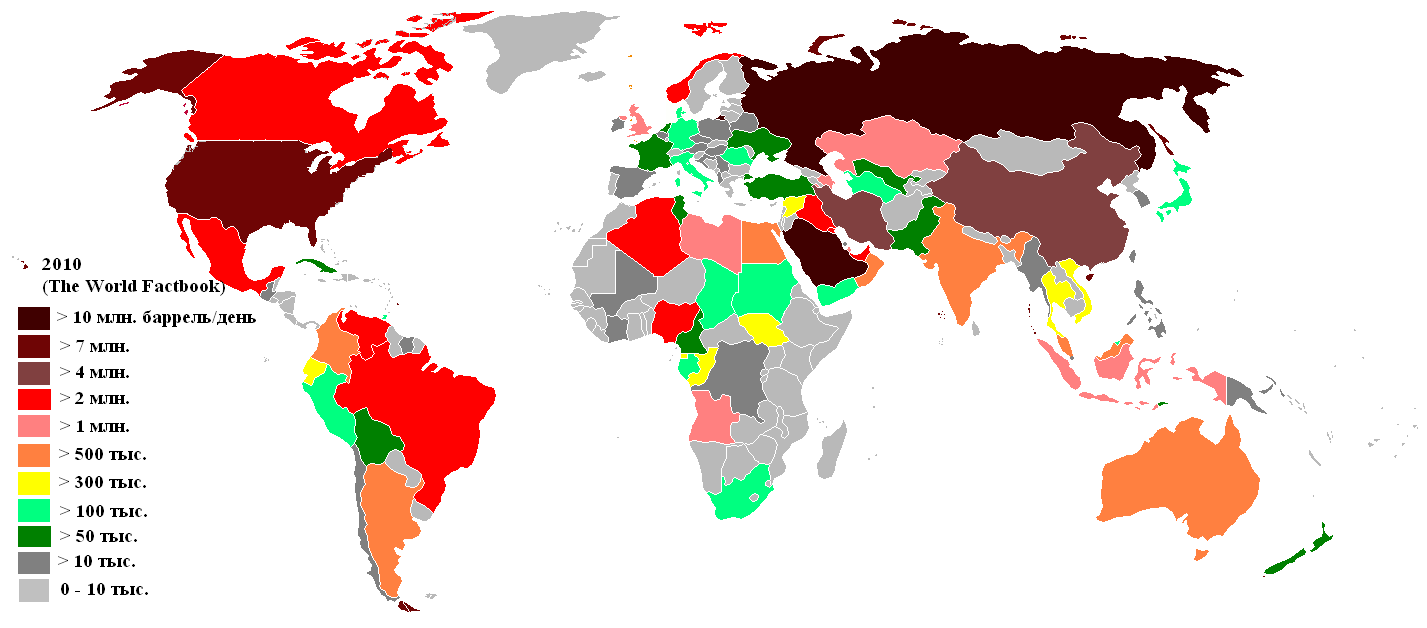
Các quốc gia sản xuất dầu 2010, thùng/ngày (The World Factbook).

|      | Quốc gia                                    | Sản lượng (Thùng/ngày) | Sản lượng dầu bình quân (Thùng/ngày/1 triệu dân) |
| ---- | ------------------------------------------- | ---------------------- | ------------------------------------------------ |
| -    | Thế giới                                    | 80,622,000             | 10,798                                           |
| 1    | Hoa Kỳ                                      | 15,043,000             | 35,922                                           |
| 2    | Ả Rập Xê Út (OPEC)                          | 12,000,000             | 324,866                                          |
| 3    | Nga                                         | 10,800,000             | 73,292                                           |
| 4    | Iraq (OPEC)                                 | 4,451,516              | 119,664                                          |
| 5    | Iran (OPEC)                                 | 3,990,956              | 49,714                                           |
| 6    | Trung Quốc                                  | 3,980,650              | 2,836                                            |
| 7    | Canada                                      | 3,662,694              | 100,931                                          |
| 8    | Các Tiểu Vương quốc Ả Rập Thống nhất (OPEC) | 3,106,077              | 335,103                                          |
| 9    | Kuwait (OPEC)                               | 2,923,825              | 721,575                                          |
| 10   | Ấn Độ                                       | 2,515,459              | 554                                              |
| 11   | Venezuela (OPEC)                            | 2,276,967              | 69,914                                           |
| 12   | México                                      | 2,186,877              | 17,142                                           |
| 13   | Nigeria (OPEC)                              | 1,999,885              | 10,752                                           |
| 14   | Angola (OPEC)                               | 1,769,615              | 61,417                                           |
| 15   | Na Uy                                       | 1,647,975              | 313,661                                          |
| 16   | Kazakhstan                                  | 1,595,199              | 88,686                                           |
| 18   | Algeria (OPEC)                              | 1,348,361              | 33,205                                           |
| 19   | Oman                                        | 1,006,841              | 217,178                                          |
| 20   | Libya (OPEC)                                | 1,003,000              | 159,383                                          |
| 21   | Vương quốc Liên hiệp Anh và Bắc Ireland     | 939,760                | 14,284                                           |
| 22   | Colombia                                    | 897,784                | 18,452                                           |
| 22   | Indonesia                                   | 833,667                | 3,192                                            |
| 23   | Azerbaijan                                  | 833,538                | 85,710                                           |
| 24   | Brazil                                      | 715,459                | 12,113                                           |
| 25   | Malaysia                                    | 661,240                | 21,202                                           |
| 26   | Ecuador (OPEC)                              | 548,421                | 33,470                                           |
| 27   | Argentina                                   | 510,560                | 11,644                                           |
| 28   | România                                     | 504,000                | 25,469                                           |
| 29   | Ai Cập                                      | 490,000                | 5,166                                            |
| 31   | Cộng hòa Congo (OPEC)                       | 308,363                | 60,168                                           |
| 32   | Việt Nam                                    | 301,850                | 3,194                                            |
| 33   | Australia                                   | 289,749                | 12,010                                           |
| 34   | Thái Lan                                    | 257,525                | 3,667                                            |
| 35   | Sudan và Nam Sudan                          | 255,000                | 4,932                                            |
| 36   | Turkmenistan                                | 230,779                | 40,759                                           |
| 37   | Guinea Xích Đạo (OPEC)                      | 227,000                | 125,068                                          |
| 38   | Gabon (OPEC)                                | 210,820                | 106,528                                          |
| 39   | Đan Mạch                                    | 140,637                | 24,369                                           |
| 40   | Chad                                        | 110,156                | 7,393                                            |
| 41   | Brunei                                      | 109,117                | 257,959                                          |
| 42   | Ghana                                       | 100,549                | 3,564                                            |
| 43   | Cameroon                                    | 93,205                 | 3,983                                            |
| 44   | Pakistan                                    | 80,000                 | 400                                              |
| 45   | Italy                                       | 70,675                 | 1,189                                            |
| 46   | Đông Timor                                  | 60,661                 | 47,839                                           |
| 47   | Trinidad và Tobago                          | 60,090                 | 44,054                                           |
| 48   | Bolivia                                     | 58,077                 | 5,334                                            |
| 49   | Papua New Guinea                            | 56,667                 | 7,013                                            |
| 50   | Uzbekistan                                  | 52,913                 | 1,682                                            |
| 51.5 | Bahrain                                     | 40,000                 | 35,087                                           |
| 51.5 | Cuba                                        | 50,000                 | 4,357                                            |
| 53   | Thổ Nhĩ Kì                                  | 49,497                 | 622                                              |
| 54   | Tunisia                                     | 48,757                 | 4,275                                            |
| 55   | Đức                                         | 46,839                 | 571                                              |
| 56   | Peru                                        | 40,266                 | 1,267                                            |
| 57   | New Zealand                                 | 35,574                 | 7,633                                            |
| 58   | Ukraine                                     | 31,989                 | 720                                              |
| 59.5 | Côte d'Ivoire                               | 30,000                 | 1,265                                            |
| 59.5 | Syria                                       | 30,000                 | 1,627                                            |
| 61   | Belarus                                     | 25,000                 | 2,637                                            |
| 62   | Mông Cổ                                     | 23,426                 | 7,739                                            |
| 63   | Albania                                     | 22,915                 | 7,901                                            |
| 64   | Yemen                                       | 22,000                 | 797                                              |
| 65   | Ba Lan                                      | 20,104                 | 525                                              |
| 67   | Cộng hòa Dân chủ Congo                      | 20,000                 | 254                                              |
| 67   | Philippines                                 | 20,000                 | 193                                              |
| 67   | Serbia                                      | 20,000                 | 2,272                                            |
| 69   | Hà Lan                                      | 18,087                 | 1,070                                            |
| 70   | Suriname                                    | 17,000                 | 30,465                                           |
| 71   | Pháp                                        | 16,418                 | 253                                              |
| 72   | Áo                                          | 15,161                 | 1,742                                            |
| 73   | Myanmar                                     | 15,000                 | 284                                              |
| 74   | Hungary                                     | 13,833                 | 1,426                                            |
| 75   | Croatia                                     | 13,582                 | 3,223                                            |
| 76   | Niger                                       | 13,000                 | 631                                              |
| 77   | Guatemala                                   | 8,977                  | 544                                              |
| 78   | Mauritania                                  | 5,000                  | 1,162                                            |
| 79   | Chile                                       | 4,423                  | 247                                              |
| 80   | Bangladesh                                  | 4,189                  | 25                                               |
| 81   | Nhật Bản                                    | 3,918                  | 30                                               |
| 82   | Hy Lạp                                      | 3,172                  | 285                                              |
| 83   | Tây Ban Nha                                 | 2,667                  | 57                                               |
| 84   | Cộng hòa Séc                                | 2,333                  | 220                                              |
| 86   | Belize                                      | 2,000                  | 5,464                                            |
| 86   | Litva                                       | 2,000                  | 689                                              |
| 86   | Cộng hòa Nam Phi                            | 2,000                  | 35                                               |
| 89   | Barbados                                    | 1,000                  | 3,521                                            |
| 89   | Bulgaria                                    | 1,000                  | 140                                              |
| 89   | Kyrgyzstan                                  | 1,000                  | 169                                              |
| 91   | Georgia                                     | 400                    | 102                                              |
| 92   | Israel                                      | 390                    | 47                                               |
| 93   | Slovakia                                    | 200                    | 37                                               |
| 94   | Đài Loan                                    | 196                    | 8                                                |
| 95   | Tajikistan                                  | 180                    | 20                                               |
| 96   | Maroc                                       | 160                    | 4                                                |
| 97   | Jordan                                      | 22                     | 2                                                |

## Liên kết
- International Energy Statistics Lưu trữ ngày 12 tháng 4 năm 2011 tại Wayback Machine, US Energy Information Administration
- , International Energy Agency Production and Imports